# Bathysphyraenops
Bathysphyraenops is een geslacht van straalvinnige vissen uit de familie van zaagbaarzen (Percichthyidae). Het geslacht is voor het eerst wetenschappelijk beschreven in 1933 door Parr.